# Ptinus longivestis
Ptinus longivestis är en skalbaggsart som beskrevs av Henry Clinton Fall 1905. Ptinus longivestis ingår i släktet Ptinus och familjen Ptinidae. Inga underarter finns listade i Catalogue of Life.